# انحسار اللثة

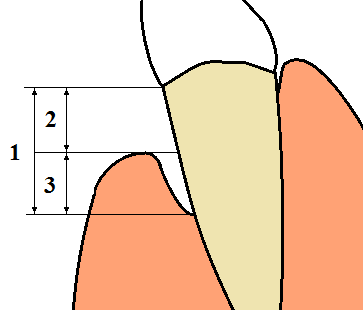
1: مجموع الخسائر في المرفقات (خسارة المرفقات السريرية، CAL) هو مجموع 2: انحسار اللثة، و3: عمق الجس

«انحسار اللثة Gingival recession» يسمى أيضا تراجع اللثة وهي حالة تنحسر فيها اللثة عن عنق السن وينكشف جزء من الجذر. هذا الانحسار قد يكون طبيعيا إذا كان بسيطا بمعدل 1 مم كل 20 سنة وعندها لا يستدعي المعالجة إلا في الحالات التجميلية.

## التصنيف
وقد اقترحت التصنيفات المختلفة لتصنيف انحسار اللثة، ونظام تصنيف ميلر
وقد جرت دراسة عن انتشار الانحسار في المسح الوطني الصحي والغذائي الثالث في الولايات المتحدة ووجد أن انتشار الانحسار اللثوي يزداد بازدياد العمر (الأمر غير مستغرب) حيث كان لدى 0.5% من فئة أعمار (18-24 عاماً) منطقة أو أكثر مصابة بانحسار شديد (>3 mm) وتزداد حتى 45% لدى الذين يبلغون 65 عاماً من العمر ومن ثم يزداد بازدياد العمر حتى يصل إلى نسبة 11% عند الأفراد أكبر من 65 عاماً.
ومما قد يدهش الكثيرين أن معظم الأشخاص لا يفقدون أسنانهم بسبب النخر والتسوس، وإنما بسبب أمراض تصيب الأنسجة والأجزاء العظمية المحيطة بالأسنان، تؤدي إلى انحسار شديد في اللثة، حيث يعاني المصاب ألما وصعوبة في المضغ وسوء رائحة الفم ونزفا لثويا. ولهذه الأمراض تأثير على بقية أجهزة الجسم نظرا لانتشار الجراثيم،
وعلى الرغم من أن الإصابة بأمراض اللثة لا تقتصر على كبار السن فقط، إلا أن معدلات الإصابة بها تزداد عند كبار السن الذين تزيد أعمارهم عن الأربعين سنة.
والاحصائيات تشير إلى ان حوالي 40 % من المسنين بدون اسنان فعندما يتقدم العمر بالإنسان تتعرض الاسنان للتآكل تدريجياً بطبقة المينا (enamel) وذلك لأسباب ميكانيكية طبيعية أثناء تناول الطعام وبسبب تعود الإنسان على تناول أطعمة صلبة خشنة والإكثار من الحمضيات والمشروبات الغازية قد يمتد التآكل أيضا إلى العاج.وتتراجع اللثة حول السن عن المستوى الطبيعي حتى تنكشف الجذور مما يجعلها عرضة لتراكم بقايا الطعام وبالتالي التسوس .
وتعتبر مشكلة انحسار اللثة وتعري أعناق الأسنان والأضراس وجذورها من المشاكل التي كثيراً ما تمر على طبيب الأسنان، كما وتزداد كذلك مشكلة حساسية الأسنان بتقدم العمر. كما هي المشكلة مع تسوس الأسنان، فهذه الأجزاء من السن التي تنحسر عنها اللثة تكون أكثر حساسية للألم عند تناول أطعمة ومشروبات ساخنة أو باردة. وتصبح الأسنان أيضاً حساسة عند تعرضها للهواء البارد، أو عند تناول مشروبات وأطعمة حامضة أو حلوة. إن انحسار اللثة هذا وكشف جذور الأسنان ليس إلا ضريبة الزمن.
يجب على كبار السن عند الإصابة بحساسية الاسنان استخدام معجون أسنان مضاد للحساسية. وإذا لم يفد معجون الأسنان في علاج أسنانهم واستمرت المشكلة، فعلى المصاب أن يراجع طبيب الأسنان، حيث ان حساسية الأسنان قد تكون أحد العوارض لعديد من مشاكل الفم والأسنان. مثل: شرخ أو شق في أحد الأسنان أو تسوسها.

## الأسباب
هناك عوامل سلبية تزيد من احتمالات الإصابة بانحسار اللثة :
- استخدام فرشاة أسنان خشنة
- استخدام القوة عند تفريش الأسنان
- استخدام فرشاة الأسنان بطريقة خاطئة
- إهمال نظافة الفم والأسنان لسنوات متراكمة .
- سوء التغذية (خاصة التقليل من تناول الفواكه والخضراوات).
- بعض الأمراض المزمنة مثل : السكري، أمراض القلب والسرطان.
- التدخين.[3]

### بعض العوامل البيئية
مثل : الضغوط النفسية .
- تزاحم الأسنان مما يسبب خروج بعضها خارج العظم.
- التهاب اللثة والأنسجة المحيطة بالأسنان
- أن تكون اللثة من النوع الرقيق (Thin Tissue Biotype)
- بعض العادات السيئة (عض الأقلام، مضغ أوراق التبغ والقات.....)
- تزاحم الأسنان يمكن أن يسبب تراجع اللثة خصوصا إذا كان بعضها بارزا من العظم
- التهاب اللثة هو أحد أسباب تراجع اللثة أيضا .

### كبار السن
وتجب الإشارة إلى ان المشاكل المترتبة على تراجع وانحسار اللثة لدى كبار السن:
- انكشاف الجذور مما يجعل الأسنان أطول من المعتاد ويفقدها شكلها الجمالي
- حساسية الأسنان نتيجة انكشاف الجذور
- صعوبة تنظيف الأسنان
- زيادة تآكل العظم حول الأسنان
- زيادة حركة الأسنان
- فقدان السن إذا زادت حدة التراجع[3]

## منع تراجع وانحسار اللثة
نمنع تراجع وانحسار اللثة بمعرفة العوامل المسببة وتفاديها، ومع ذلك
- يوجد العديد من الطرق لعلاج تراجع وانحسار اللثة،
- كرفع اللثة لتغطية الجذر المكشوف
- زراعة سطحية من سقف الحنك
- زراعة عميقة من سقف الحنك
- زراعة غشاء مستخرج من الجثث تمت ازالة الخلايا منه
- استخدام غشاء مصنوع من الكولاجين أو غشاء صناعي لتغطية الجذر

ويتم اختيار الطريقة المناسبة من قبل اخصائي أو استشاري اللثة بناء على مكان التراجع، شدته، عدد الأسنان التي يوجد بها التراجع، نوع اللثة المتراجعة، خبرة الطبيب المعالج.

## الوقاية
كما ويجب اتباع طرق الوقاية والالتزام بالتالي :
- الاهتمام بتنظيف الاسنان وذلك باستخدام فرشاة الأسنان ومعجون أسنان يحتوي على مادة الفلورايد واستخدام فرشاة أسنان ناعمة الا إذا نصحك طبيب اسنانك بغير ذلك.
- تفريش الأسنان مرتين في اليوم على الأقل . تفريش جميع أسطح الأسنان .
- معرفة الزاوية الصحيحة التي تلمس بها الفرشاة الأسنان - 45 ْ.
- عدم استخدام القوة عند تنظيف اسنانك بالفرشاة، وفي حالة عدم القدرة على التحكم بقوة التنظيف يتم استخدام فرشاة اسنان كهربائية مزودة بخاصية التحكم بالقوة حيث تتوقف عند استخدام قوة أكثر من اللازم.
- استخدام الخيط السني بالطريقة الصحيحة

فغالبا ما يبدأ تسوس الأسنان وأمراض اللثة بالظهور في منطقة ما بين الأسنان. صحيح أن تفريش الأسنان مهم جدا، لكن تعجز شعيرات فرشاة الأسنان عن الوصول إلى البكتيريا والبلاك المتراكمين بين الأسنان. لهذا السبب ننصح نحن أطباء الأسنان باستخدام خيط الأسنان مرة واحدة في اليوم قبل النوم .
- استخدام السواك الذي يفيد في تنشيط الدورة الدموية
- زيارة عيادة طبيب الأسنان بشكل منتظم ودوري كل ستة أشهر وعدم انتظار علامات المرض والألم. وهنا يأتي دور طبيب الأسنان في الكشف المبكر لأية إصابة في السن أو اللثة والعمل على إجراء المعالجة الوقائية قبل أن يستفحل المرض وبالتالي تتطور المعالجة وتزداد تكاليفها.

## وصلات خارجية
- An academic presentation on gingival recession
- Highly informative overview article from the NYTimes.